# Los chicos de la Nickel
Los chicos de la Nickel es una novela de 2019 del escritor estadounidense Colson Whitehead. Se basa en la historia real de Dozier School, un reformatorio en Florida que funcionó durante 111 años y cuya historia fue expuesta por una investigación universitaria. Fue nombrado uno de los mejores libros de la década por TIME. Es la continuación de la novela The El Ferrocarril Subterráneo de Whitehead de 2016, que ganó el premio Pulitzer de 2017.
Los chicos de la Nickel ganó el Premio Pulitzer de Ficción de 2020. Los jueces del premio calificaron la novela como "una exploración sobria y devastadora del abuso en un reformatorio en la era de Jim Crow en Florida que, en última instancia, es una poderosa historia de perseverancia humana, dignidad y redención". Es la segunda victoria de Whitehead, lo que lo convierte en el cuarto escritor en la historia en haber ganado el premio de ficción dos veces.

## Trama
La narrativa alterna entre los años 2010 y 1960. En el presente, Elwood Curtis es propietario de un negocio afroamericano en la ciudad de Nueva York. A medida que una investigación sobre la desaparecida Nickel Academy comienza a exponer la historia oculta de atrocidades de la escuela, incluidos muchos cuerpos enterrados en secreto en las instalaciones, muchos hombres que fueron encarcelados en Nickel Academy cuando eran niños se presentan para compartir sus experiencias de abuso. Curtis se ve obligado a enfrentar los efectos duraderos de sus experiencias allí.
En Tallahassee de la década de 1960, Elwood Curtis es un diligente estudiante afroamericano de secundaria con un sentido idealista de la justicia inspirado en Martin Luther King Jr. y el Movimiento por los derechos civiles. Es seleccionado para asistir a clases universitarias debido a su inteligencia. Sin embargo, el primer día de clases hace autostop con un afroamericano, cuando los detienen y se descubre que el vehículo fue robado, Elwood es condenado como delincuente y enviado a Nickel Academy, un reformatorio juvenil en Eleanor, Florida. Los muchachos de la Nickel Academy reciben una educación deficiente, se les obliga a realizar trabajos forzados y, con frecuencia, reciben castigos corporales brutales. El personal también pasa por alto y encubre el abuso sexual y los viajes "a la parte de atrás" para recibir castigos, de los cuales algunos muchachos nunca regresan. Los estudiantes están segregados por raza, y los negros enfrentan un peor trato. Elwood se hace amigo de su compañero de estudios Turner, que tiene una visión más cínica del mundo y de la administración de Nickel. Elwood intenta cumplir su condena sin incidentes, pero es golpeado gravemente en dos ocasiones: una por intervenir para ayudar a un niño que estaba siendo atacado por agresores sexuales y otra después de escribir una carta a las autoridades gubernamentales detallando las malas condiciones, la corrupción y el abuso de la academia. Después de que Turner se entera de un plan de la administración para matar a Elwood, los dos intentan escapar. Elwood es asesinado a tiros mientras Turner consigue escapar. Se revela que Turner adoptó falsamente el nombre de Elwood e intentó estar a la altura de sus ideales cuando estaba en libertad.
En la década de 2010, con una investigación en curso sobre la Nickel Academy, "Elwood Curtis" reveló su historia y su nombre real, Jack Turner, a su esposa, luego voló a Tallahassee para dar testimonio del destino de su amigo.

## Personajes
Whitehead ha descrito a los personajes como "dos partes diferentes de mi personalidad", siendo Elwood Curtis "la parte optimista o esperanzada de mí que cree que podemos hacer del mundo un lugar mejor si seguimos trabajando en ello", y Jack Turner, " el lado cínico que dice que no: este país se basa en el genocidio, el asesinato y la esclavitud, y siempre será así".

## Antecedentes
Después de tratar el tema de la esclavitud en su novela ganadora del premio Pulitzer, El Ferrocarril Subterráneo, Whitehead no quería escribir "otro libro pesado". Sin embargo, sintió que la elección de Donald Trump lo obligaba a hacerlo. Whitehead redujo deliberadamente el alcance del libro y lo basó en aras del realismo, eligiendo no incluir los elementos especulativos o fantásticos de sus otras novelas Zona uno o El Ferrocarril Subterráneo.
Los chicos de la Nickel está ambientado en una versión ficticia de Dozier School for Boys, apodada Nickel Academy. Whitehead escuchó hablar por primera vez sobre la Escuela Dozier de la vida real en Twitter en 2014. La escuela abrió en 1900 y cerró en 2011. El estado de Florida dirigió Dozier, en Marianna, como un reformatorio. Después de décadas de denuncias contra la escuela por permitir palizas, violaciones, torturas e incluso asesinatos de estudiantes por parte de guardias y empleados, el Departamento de Cumplimiento de la Ley de Florida inició una investigación de las denuncias en 2010, seguida de investigaciones adicionales por parte del Departamento de Estado de los Estados Unidos. de Justicia en 2011, y una investigación forense en curso de la Universidad del Sur de Florida que comenzó en 2012. La investigación del Departamento de Justicia reveló “prácticas sistémicas, atroces y peligrosas exacerbadas por la falta de responsabilidad y controles”. La investigación de la Universidad del Sur de Florida descubrió unas 55 tumbas en los terrenos de la escuela en diciembre de 2012 y ha continuado identificando posibles lugares para tumbas en marzo de 2019.

## Recepción
Parul Sehgal, escribiendo en The New York Times, dijo: "Whitehead ha escrito novelas de terror y apocalipsis; nada toca la siniestra historia real que transmite aquí". El crítico del Washington Post, Ron Charles, escribió: "Hace trizas nuestra fácil confianza en el triunfo de la bondad y deja en su lugar una verdad dura y amarga sobre el experimento estadounidense en curso".
Maureen Corrigan de NPR dijo: "Es una obra maestra al cuadrado, arraigada en la historia y la mitología estadounidense y, sin embargo, dolorosamente actual en sus visiones de justicia y misericordia negadas erráticamente".
The New Republic escribió: "Los chicos de la Nickel es ficción, pero arde con una verdad escandalosa". The Guardian escribió: "[Whitehead] demuestra con gran efecto cómo el racismo en Estados Unidos ha operado durante mucho tiempo y como una actividad codificada y sancionada con la intención de enriquecer a un grupo a expensas de otro".

## Premios y reconocimientos
- Ganador, Premio Pulitzer de Ficción 2020[15]
- Ganador, Premio Kirkus de Ficción 2019[16]
- Ganador, Premio Alex 2020[17]
- Preseleccionado, Premio Nacional del Libro de Ficción 2019[18]
- Finalista, Premio del Círculo Nacional de Críticos de Libros de Ficción 2019[19]
- Ganador, Premio Orwell de Ficción Política 2020[20][21]
- Finalista, Premio Audie 2020 al Mejor Narrador Masculino[22]